# 검정력
검정력(檢定力, statistical power)는 대립가설이 사실일 때, 이를 사실로서 결정할 확률이다. 검정력이 90%라고 하면, 대립가설이 사실임에도 불구하고 귀무가설을 채택할 확률(2종 오류, β error)의 확률은 10%이다. 다르게 설명하자면 대립가설 하의 a = a1에서 귀무가설을 기각시킬 확률을 a = a1에서의 검정력이라고 말한다. 검정력이 좋아지게 되면, 2종 오류(β error)를 범할 확률은 작아지게 된다. 따라서 검정력은 1-β과 같다.
특히 실험에서 유의한 차이를 통계적으로 유의하다고 결론 내기 위해서는 충분한 검정력을 지녀야 한다. 검정력 분석은 자료를 모으기 전후 모두 가능하다. 연구 실험 전에 검정력 분석을 하는 경우는 실험에서 얻어야 할 적절한 통계적 표본크기(sample size)를 결정할 수 있도록 한다.

## 검정력의 영향요소
1. 유의수준 (1종 오류):유의수준이 커질수록 (예. 5%에서 10%로), 즉 신뢰도가 나빠질수록 검정력은 좋아진다.
2. 표준편차:표준편차가 커지면 검정력은 나빠진다.
3. 두 모집단 간의 차이: 이 차이가 작을수록 검정력은 나빠진다.
4. 표본크기: 표본의 크기가 클수록 검정력은 증가한다.